# Dexip (filòsof)
Dexip (grec antic: Δέξιππος, llatí: Dexippus) fou un escriptor i filòsof grec, comentarista de Plató i d'Aristòtil. Fou deixeble del filòsof neoplatònic Iàmblic i va viure a la meitat del segle iv.
Es conserva un comentari seu sobre Aristòtil en forma de diàleg on explica les Categories i al mateix temps rebutja les objeccions de Plotí, que en la seva traducció llatina porta el títol de Quaestionum in Categorias libri tres i en versió grega Δεξίππου φιλοσόφου Πλατωνικοῦ τῶν εἰς τὰς Ἀροστοτέλους Κατηγορίας Ἀποριῶν τε καὶ Λύσεων κεφάλαια μ´. Encara es conserven alguns altres manuscrits de Dexip, que també tenen forma de diàleg.